# Sadao Yamanaka
Pour les articles homonymes, voir Yamanaka.
Sadao Yamanaka (山中 貞雄, Yamanaka Sadao), né le 7 novembre 1909 à Kyoto et mort le 17 septembre 1938 en Mandchourie) est un réalisateur et scénariste japonais.

## Biographie
Sadao Yamanaka naît le 8 novembre 1909 dans l'arrondissement de Shimogyō-ku de la ville de Kyoto, au sud du carrefour des rues Takakura (ja) et Matsubara (ja).
Dès la fin de ses études, Sadao Yamanaka entre dans la société de production de Masahiro Makino, puis dans celle de l'acteur Kanjūrō Arashi, pour lequel il écrit de nombreux scénarios. Il réalise son premier film en 1932 : Le Sabre de chevet (Dakine no nagawakizashi). En 1933, il est engagé par la Nikkatsu, puis, en 1937, invité par le P.C.L. (Laboratoires photochimiques), ancêtre de la future Tōhō. Là, il réalise son ultime film, Pauvres Humains et Ballons de papier, considéré comme l'un des plus grands du cinéma japonais.

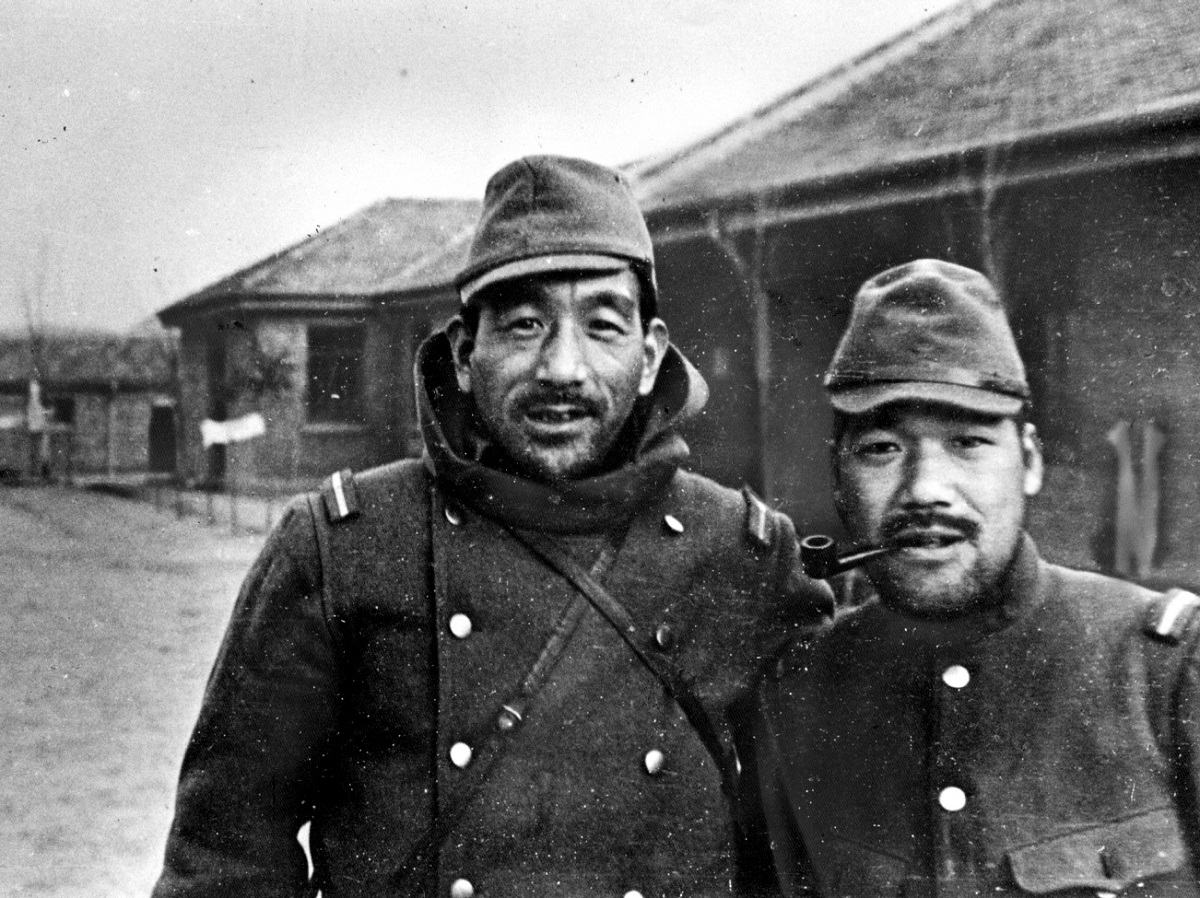
Yasujirō Ozu et Sadao Yamanaka à Jurong (Chine) en janvier 1938.

Sadao Yamanaka reçoit son ordre de mobilisation le jour même de la sortie de Pauvres Humains et Ballons de papier, dans l'après-midi, il se rend chez Ozu à Takanawa en compagnie du réalisateur Eisuke Takizawa et du critique Matsuo Kishi pour lui annoncer la nouvelle. Il est incorporé comme caporal d'infanterie de la seizième division de Fushimi à Kyoto. Envoyé en Mandchourie, il participe à la bataille de Nankin à la fin de l'année 1937. En janvier 1938, il reçoit la visite de Yasujirō Ozu alors qu'il est stationné à Jurong dans la province de Jiangsu dont la capitale est Nankin.
Yamanaka participe ensuite à la bataille de Xuzhou, pour dynamiter ponts et fortifications de l'armée chinoise le long du fleuve Jaune, il doit comme tant d'autres ramper dans la boue à demi-nu. En juillet 1938, il tombe malade, atteint d'une gastro-entérite aiguë, il est d'abord soigné dans le campement militaire puis transféré à l'hôpital de Kaifeng où il ne peut se rétablir, Sadao Yamanaka meurt en septembre 1938 à l'âge de 28 ans.

### Vie privée
Le réalisateur Tai Katō est son neveu.

## Œuvre

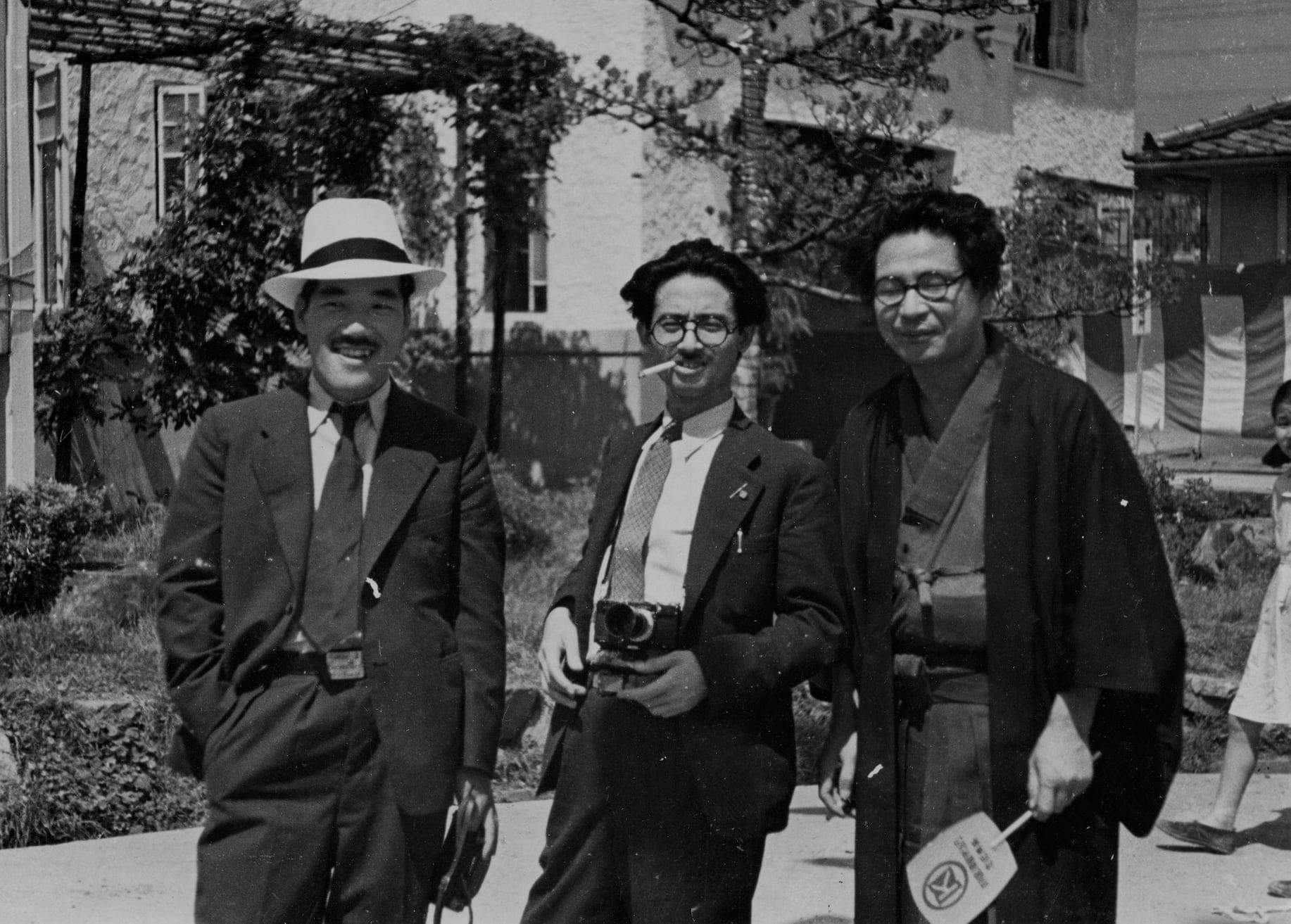
Sadao Yamanaka, Hiroshi Inagaki et Fuji Yahiro, membres du Narutaki-gumi dans les années 1930.

Selon Donald Richie, « le meilleur des réalisateurs du nouveau jidaigeki fut peut-être Sadao Yamanaka. (...) Son ambition était de moderniser davantage encore le film historique. Ce projet figure dans le manifeste d'un groupe de huit jeunes cinéastes japonais qui se nommait le Narutaki-gumi, d'après le district de Kyoto où ils habitaient et écrivaient sous le pseudonyme commun de Kajiwara Kinpachi. Yamanaka, (...), ne s'intéressait ni aux héros nihilistes ni aux sauveurs de l'humanité. Il voulait plutôt "filmer le gendaigeki comme on filme les jidaigeki contemporains", c'est-à-dire tourner le genre de films qu'Hiroshi Inagaki appelait un "drame contemporain avec chignon de samouraï. »
Le cinéma de Sadao Yamanaka présente certaines affinités avec celui d'Ozu. « Tous deux se servaient de techniques qu'on reconnaîtrait aujourd'hui comme minimalistes. Ils dépouillaient le plateau de tout ce qui n'était pas essentiel : ils réduisaient au minimum les gestes des acteurs ; ils exprimaient leurs idées indirectement, par des plaisanteries, des apartés et des conversations brèves et suggestives. »
Sadao Yamanaka réalise 24 films en six ans, mais, en raison de nombreuses destructions, trois seulement subsistent : Le Pot d'un million de ryō, Kōchiyama Sōshun et Pauvres Humains et Ballons de papier, ses autres films sont considérés comme perdus.

## Filmographie

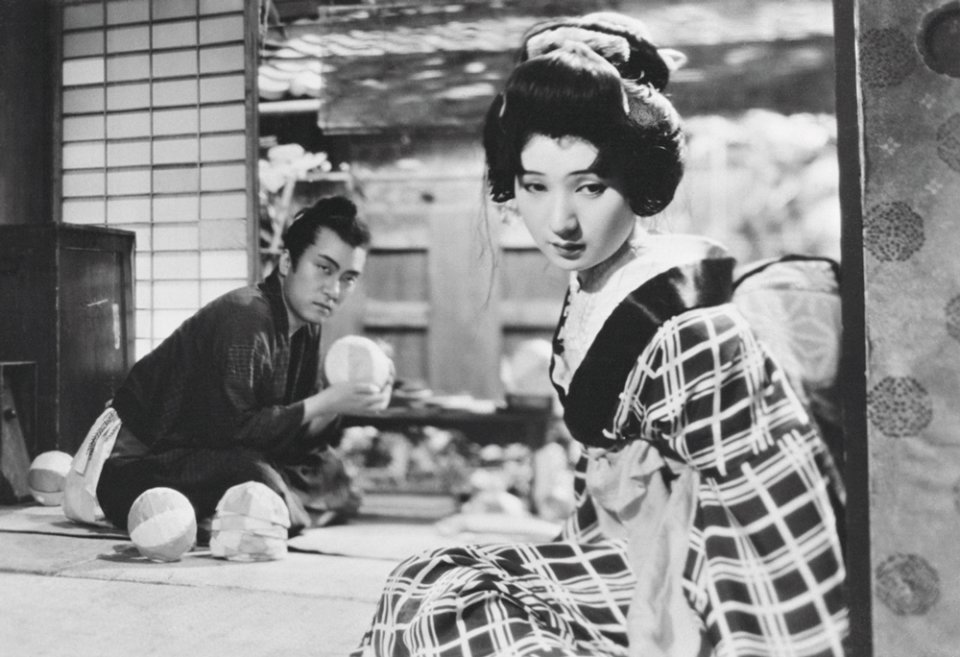
Chōjūrō Kawarasaki et Takako Misaki dans Pauvres Humains et Ballons de papier (1937).

Sauf indication contraire, les titres en français se basent sur la filmographie de Sadao Yamanaka dans l'ouvrage Le Cinéma japonais de Tadao Satō et les titres en rōmaji se basent sur la filmographie de Sadao Yamanaka dans l'ouvrage A Critical Handbook of Japanese Film Directors d'Alexander Jacoby.
- 1932 : Genta d'Iso : Le Sabre de chevet (磯の源太 抱寝の長脇差, Iso no Genta : Dakine no nagadosu?)
- 1932 : Pluie de piécettes (小判しぐれ, Koban shigure?)
- 1932 : Ogasawara Ikinokami (小笠原壱岐守?)
- 1932 : Le Guerrier joueur de flûte (口笛を吹く武士, Kuchibue o fuku bushi?)
- 1932 : Trentième exploit des mémoires du détective Umon : La Ceinture dénouée du bouddhisme (右門捕物帖 三十番手柄 帯解け仏法, Umon torimonochō sanjūban tegara: Obitoke buppō?)
- 1932 : La Lettre du Tengu I (天狗廻状 前篇, Tengu kaijō : Zenpen?)
- 1933 : Satsuma hikyaku II (薩摩飛脚 剣光愛欲篇, Satsuma hikyaku : Kenkō aiyoku hen?)
- 1933 : La Vie de Bangaku (盤嶽の一生, Bangaku no isshō?)
- 1933 : Jirokichi le voleur I (鼠小僧次郎吉・前篇 江戸の巻, Nezumi kozō Jirokichi: Edo no maki?)
- 1933 : Jirokichi le voleur II (鼠小僧次郎吉・中篇 道中の巻, Nezumi kozō Jirokichi: Dōchū no maki?)
- 1933 : Jirokichi le voleur III (鼠小僧次郎吉・後篇 再び江戸の巻, Nezumi kozō Jirokichi: Futatabi Edo no maki?)
- 1934 : L'Épée d'un homme de goût (風流活人剣, Fūryū katsujinken?)
- 1934 : La Carrière d'un simple soldat (足軽出世譚, Ashigaru shussedan?)
- 1934 : Gantaro sur la route (雁太郎街道, Gantarō kaidō?)
- 1935 : Chuji Kunisada (国定忠次, Kunisada Chūji?)
- 1935 : Le Pot d'un million de ryō (丹下左膳余話 百萬両の壺, Tange Sazen yowa: Hyakuman-ryō no tsubo?)
- 1935 : Yatappe de Seki (関の弥太ッぺ, Seki no Yatappe?), coréalisé avec Hiroshi Inagaki
- 1935 : Le Tatoué de la ville (街の入墨者, Machi no irezumimono?)
- 1935 : Le Voleur au capuchon blanc I (怪盗白頭巾 前篇, Kaitō shirozukin: Zenpen?)
- 1935 : Le Voleur au capuchon blanc II (怪盗白頭巾 前篇, Kaitō shirozukin: Kōhen?)
- 1936 : Kōchiyama Sōshun (河内山宗俊?)
- 1936 : La Route de la mer qui gronde (海鳴り街道, Uminari kaidō?)
- 1937 : Ishimatsu des forêts (森の石松, Mori no Ishimatsu?)
- 1937 : Pauvres Humains et Ballons de papier (人情紙風船, Ninjo kamifūsen?)

## Hommage
Dans le cadre du Festival Paris Cinéma en 2010, la Maison de la culture du Japon à Paris diffuse les trois films qui subsistent.
En 2023 sort un court métrage d'animation muet d'une durée de 25 minutes en hommage à Sadao Yamanaka et intitulé Nezumi kozō Jirokichi (鼠小僧次郎吉). Il est réalisé par Rintarō et la conception des personnages est confiée à Katsuhiro Ōtomo. Le film dépeint les efforts de Sadao Yamanaka pour produire Nezumi kozō Jirokichi: Edo no maki en 1933. Il est projeté en avant première le 20 mars 2023 lors de la première édition du Festival du film d'animation de Niigata.